# Miche-Guerciotti/Saison 2011
Dieser Artikel listet Erfolge und Mannschaft des Radsportteams Miche-Guerciotti in der Saison 2011 auf.

## Erfolge

### Erfolge in der UCI Africa Tour
In den Rennen der Saison 2011 der UCI Africa Tour gelangen die nachstehenden Erfolge.
| Datum    | Rennen                   | Kat. | Fahrer              |
| -------- | ------------------------ | ---- | ------------------- |
| 28. März | 4. Etappe Tour du Maroc  | 2.2  | Roberto Cesaro      |
| 3. April | 10. Etappe Tour du Maroc | 2.2  | Leonardo Pinizzotto |

### Erfolge in der UCI Asia Tour
In den Rennen der Saison 2011 der UCI Asia Tour gelangen die nachstehenden Erfolge.
| Datum   | Rennen                       | Kat. | Fahrer            |
| ------- | ---------------------------- | ---- | ----------------- |
| 13. Mai | Prolog Azerbaïjan Tour (EZF) | 2.2  | Stefan Schumacher |
| 18. Mai | 5. Etappe Azerbaïjan Tour    | 2.2  | Stefan Schumacher |

### Erfolge in der UCI Europe Tour
In den Rennen der Saison 2011 der UCI Europe Tour gelangen die nachstehenden Erfolge.
| Datum      | Rennen                             | Kat. | Fahrer              |
| ---------- | ---------------------------------- | ---- | ------------------- |
| 28. April  | 1. Etappe Vuelta a Asturias        | 2.1  | Stefan Schumacher   |
| 29. April  | 2b. Etappe Vuelta a Asturias (EZF) | 2.1  | Stefan Schumacher   |
| 2. Mai     | 5. Etappe Vuelta a Asturias        | 2.1  | Constantino Zaballa |
| 16. August | Tre Valli Varesine                 | 1.HC | Davide Rebellin     |
| 20. August | Trofeo Melinda                     | 1.1  | Davide Rebellin     |

## Abgänge – Zugänge
| Zugänge                     | Team 2010                          | Abgänge                         | Team 2011                  |
| --------------------------- | ---------------------------------- | ------------------------------- | -------------------------- |
| Cristiano Fumagalli         | Ceramica Flaminia                  | Przemysław Niemiec              | Lampre-ISD                 |
| Michele Gaia                | Colnago-CSF Inox                   | Michael Rasmussen               | Christina Watches-Onfone   |
| Pedro Merino                | Footon-Servetto                    | Fortunato Baliani               | D’Angelo & Antenucci-Nippo |
| Constantino Zaballa         | Centro Ciclismo de Loulé-Louletano | Simone Campagnaro               | D’Angelo & Antenucci-Nippo |
| Sławomir Kohut              | Romet Weltour Debiça               | Edwin Carvajal                  | Unbekannt                  |
| William Aranzazo            | Boyacá es Para Vivirla (2009)      | Luigi Gitto                     | Unbekannt                  |
| Giuseppe Di Salvo           | Neoprofi                           | Jakub Koralewski (bis 31. März) | Unbekannt                  |
| Gianluca Randazzo           | Neoprofi                           | Pasquale Muto (bis 31. Juli)    | Dopingsperre               |
| Davide Rebellin (ab 1. Mai) | Dopingsperre                       |                                 |                            |

## Mannschaft
| Name                  | Geburtstag         | Nationalität |              |
| --------------------- | ------------------ | ------------ | ------------ |
| William Aranzazo      | 1. April 1983      | Kolumbien    |              |
| Roberto Cesaro        | 4. Dezember 1986   | Italien      |              |
| Giuseppe Di Salvo     | 4. April 1984      | Italien      |              |
| Cristiano Fumagalli   | 28. Juli 1984      | Italien      |              |
| Michele Gaia          | 27. August 1985    | Italien      |              |
| Sławomir Kohut        | 18. September 1977 | Polen        |              |
| Pedro Merino          | 8. Juli 1987       | Spanien      |              |
| Leonardo Pinizzotto   | 14. August 1986    | Italien      |              |
| Gianluca Randazzo     | 4. November 1985   | Italien      |              |
| Davide Rebellin       | 9. August 1971     | Italien      |              |
| Leopoldo Rocchetti    | 19. Januar 1986    | Italien      |              |
| Wolodymyr Sahorodnij  | 27. Juni 1981      | Ukraine      |              |
| Stefan Schumacher     | 21. Juli 1981      | Deutschland  |              |
| Krzysztof Szczawiński | 29. Mai 1979       | Polen        |              |
| Constantino Zaballa   | 15. Mai 1978       | Spanien      |              |
| Stagiaires            | Stagiaires         | Nationalität | Nationalität |
| Andrea Girardini      | Andrea Girardini   | Italien      |              |
| Mattia Melchiori      | Mattia Melchiori   | Italien      |              |

## Platzierungen in UCI-Ranglisten
UCI Africa Tour 2011
|     | Fahrer              | Punkte |
| --- | ------------------- | ------ |
| 62. | Giuseppe Di Salvo   | 22     |
| 68. | Leonardo Pinizzotto | 18     |
| 77. | Roberto Cesaro      | 16     |
| 88. | Gianluca Randazzo   | 14     |

UCI Asia Tour 2011
|      | Fahrer            | Punkte |
| ---- | ----------------- | ------ |
| 90.  | Stefan Schumacher | 35     |
| 195. | Davide Rebellin   | 11     |
| 283. | Giuseppe Di Salvo | 5      |
| 355. | Sławomir Kohut    | 1      |
| 355. | Roberto Cesaro    | 1      |

UCI Europe Tour 2011
|       | Fahrer                | Punkte |
| ----- | --------------------- | ------ |
| 3.    | Davide Rebellin       | 652    |
| 62.   | Stefan Schumacher     | 176    |
| 139.  | Constantino Zaballa   | 104    |
| 878.  | Krzysztof Szczawiński | 8      |
| 1064. | Giuseppe Di Salvo     | 5      |